# Richia parentalis
Richia parentalis là một loài bướm đêm trong họ Noctuidae.